# Челинаць

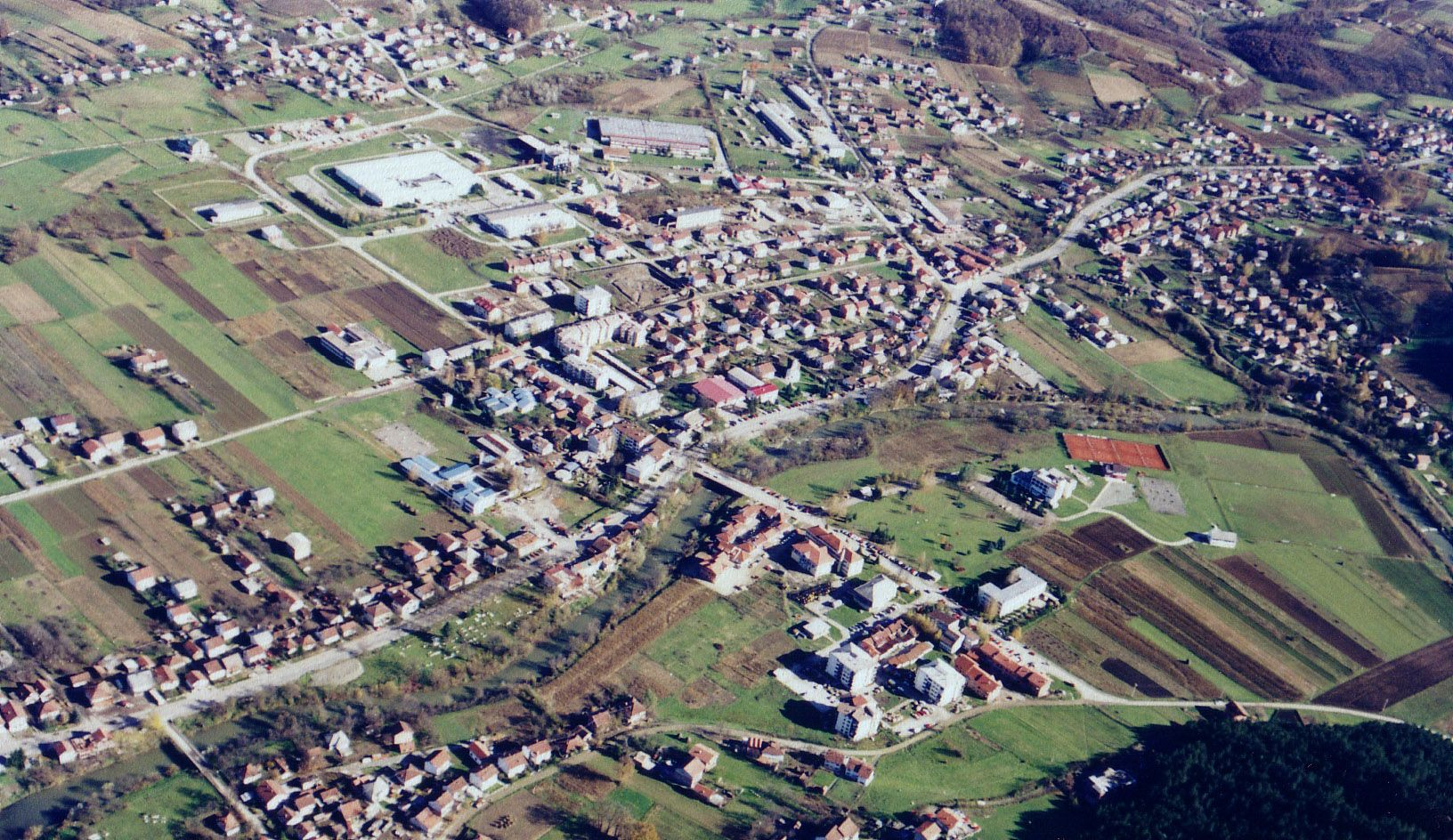
Челинаць з літака

Челинаць (серб. Челинац) — селище та центр однойменного муніципалітету в північно-західній частині Боснії та Герцеговини, за 17 км на південний схід від міста Баня-Лука. Розташоване в місці злиття річок Йошавка і Врбаня й злиття Балатину (ліва притока) з Йошавкою.

## Географія
Межує з муніципалітетами Баня-Лука, Лакташі, Прнявор, Тесліч, Котор-Варос і Скендер-Вакуф . Південна та південно-західна частина муніципалітету простягається на висоті до 800 метрів, а на північ, у найбільшій частині муніципалітету за площею, висота становить від 300 до 600 метрів. Найнижча точка з висотою 196 метрів в гирлі річки Йошавка в Врбаня.
Територію муніципалітету перетинають річки Врбаня, Йошавка, Укріна, Туряниця та Швракава.
Клімат помірно-континентальний, з впливом континентального з району Паннонської рівнини та гірського клімату з масивів Манджачі, Влашича та Чемерниці. Середньорічна температура повітря становить близько 11оС. До природних ресурсів належать ліси, сільськогосподарські угіддя, руди та корисні копалини: вапняк (Стара Дубрава), магнезит (Шнеготіна велика) та марганець (Узломак).

## Історія

### Давні часи
В районі муніципалітету Челинаць зафіксовано десяток ілірійських фортів та кам'яних тумблів чи валунів.
За три кілометри нижче за течією від Челинаця, біля Змаєваця було знайдено залишки доісторичного городища, пізньоантичної фортеці та середньовічного міста. До наших часів лишились залишки стін товщиною 40-80 см, довжиною близько 100 м.
На південній стороні також є напівкругла стіна довжиною близько 50 м. З моменту заснування в пізньому середньовіччі місто кілька разів знищувалось та перебудовувалось. У доримські часи північно-західна Боснія була заселенаіллірійським племенем мезеїв, племінним союзом, що складався з кількох менших громад. Вони охоплювали територію від Врбасу та його приток, від Грмеча до Козари на півночі та Влашича на південному сході. Річки Сана, Врбас та Уна протікали через територію цих громад, а на сході через Врбаня. Адміністративні та культові центри розташовувалися в укріплених поселеннях (кастелла, оппідда), де відбувалося все суспільне та економічне життя. Попередні дослідження показують, що вони розташовувалися на висотах над річками та по краях полів. Мезеджі вперше згадується в VI—IX столітті до нашої ери, за часів великого паннонсько-далматинського, тобто Великого іллірійського повстання.
Що стосується комунікацій, вони перебували у функції внутрішнього обміну товарами та зв'язків із долиною Лашви . Передбачається, що одна дорога відокремилася поблизу Біли і вела через Влашич і через долину Врбаня вела до Баня-Луки. Друга дорога проходила через долину Угри, але це були переважно кінні та возові дороги тваринників — горбистий та гірський спосіб утримання.

### Середньовіччя
У середньовіччі область між Врбасом, Уною та Савою була організована у спеціальну адміністративну одиницю боснійської держави під назвою Донджі Краджі, яка збігається з більшістю сьогоднішньої Боснійської Країни.
Під цим ім'ям вперше згадується Донджі Краджі 1244 року. У статуті угорського короля Бели IV у формі угорської назви Ольфельд (Альфельд), що буквально означає «Нижня земля». Вже у 1299 року родоначальник дворянського роду Хрватініц, князь Хрваті Стєпанич, мав титул принца Нижньої Країни боснійської землі.

### Югославія
В районі Челинаця, поблизу села Йошавка, було вбито Младена Стояновича. На той час Козарський партизанський загін з 3500 бійцями був одним із найсильніших у колишній Югославії.
Після конфлікту з партизанами в селі Ліплє, 1 квітня 1942 року, четники Ради Радича вчинили тяжкий військовий злочин, вбивши 26 поранених з партизанського шпиталю в селі Йошавка. Наступного дня вони знайшли пораненого лікаря Младена Стояновича, який лежав у сусідньому будинку Данила Вуковича. Оскільки він відмовився підписати заяву про солідарність з четським рухом, вони витягли його з дому та вбили.

### Війна в Боснії та Герцеговині
Головним ініціатором та лідером переслідувань несербського населення в долині Врбанья та Боснійської Країни був член радикальної течії СДС Радослав Брджанін, уродженець сусіднього села Поповац.
Він був провідним політичним діячем в автономному регіоні Країна (АРК). Під час війни в Боснії та Герцеговині у 90-х він обіймав ключові посади на муніципальному, регіональному та «республіканському» рівнях. Крім того, він був першим заступником спікера Асамблеї АРК, президентом кризового штабу АРК, а пізніше виконуючим обов'язки віце-прем'єр-міністра з питань виробництва, міністра будівництва, транспорту та комунальних послуг та виконуючим обов'язки віце-прем'єр-міністра Республіки Сербської (РС).
Міжнародний кримінальний трибунал по колишній Югославії (МТБЮ) засудив його до 30 років позбавлення волі за різні злочини.
Під час війни в Боснії, окрім інших відомих репресій, місцева влада запровадила оригінальні обмеження щодо боснійського та хорватського та несербського населення відповідно. Окрім тих, хто пережив це, серед іншого, про це свідчить обвинувальний акт проти Радована Караджича в Гаазькому трибуналі.

## Культура

### Національні пам'ятки
Список національних пам'яток Боснії та Герцеговини для муніципалітету Челинаць включає такі пам'ятки:
- Змаєвац (історична область).[2]